# Gymnastique artistique aux Jeux olympiques d'été de 2008 - Finale femmes au sol
Pour un article plus général, voir Gymnastique artistique aux Jeux olympiques d'été de 2008.
Navigation
Athènes 2004 Londres 2012
Résultats de la finale du concours féminin du sol de gymnastique artistique des Jeux olympiques d'été de 2008 organisés à Pékin (Chine).

## Résultats
| Rang                                | Gymnaste             | Pays       | Note juges A | Note juges B | Pénalité | Total  |
| ----------------------------------- | -------------------- | ---------- | ------------ | ------------ | -------- | ------ |
| Médaille d'or, Jeux olympiques      | Sandra Izbaşa        | Roumanie   | 6.500        | 9.150        |          | 15.650 |
| Médaille d'argent, Jeux olympiques  | Shawn Johnson        | États-Unis | 6.400        | 9.100        |          | 15.500 |
| Médaille de bronze, Jeux olympiques | Nastia Liukin        | États-Unis | 6.200        | 9.225        |          | 15.425 |
| 4                                   | Jiang Yuyuan         | Chine      | 6.300        | 9.050        |          | 15.350 |
| 5                                   | Ekaterina Kramarenko | Russie     | 6.100        | 8.925        |          | 15.025 |
| 6                                   | Daiane Santos        | Brésil     | 6.400        | 8.775        | 0.200    | 14.975 |
| 7                                   | Cheng Fei            | Chine      | 6.300        | 8.250        |          | 14.550 |
| 8                                   | Anna Pavlova         | Russie     | 5.800        | 8.325        |          | 14.125 |